# 4006 Sandler
4006 Sandler este un asteroid din centura principală, descoperit pe 29 decembrie 1972 de Tamara Smirnova.